# بركة البطرك

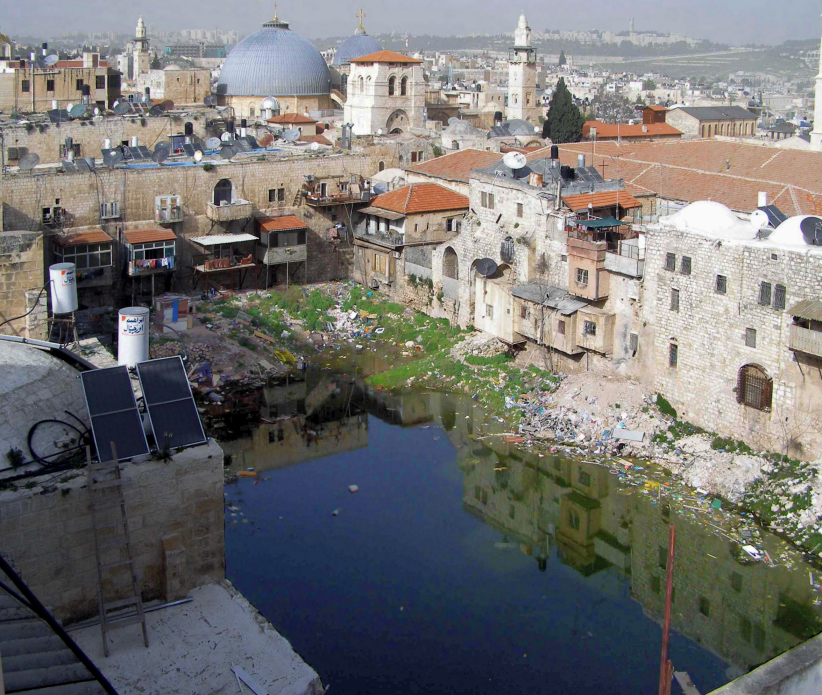
بركة البطرك

بركة البطرك أو بركة حزقيا يُطلق عليها أيضا عدة أسماء أخرى، مثل بركة حارة النصارى أو بركة باب الخليل (لقربها منه) أو بركة خان الأقباط هي بركة أثرية تقع داخل أسوار البلدة القديمة في مدينة القدس، بين سويقة علوان وحارة النصارى. وهي عبارة عن خزان مائي مكشوف، على شكل مستطيل غير متماثل، وهي محاطة بالمنازل من جميع الجهات، ويُشكل خان الأقباط المبني عام 1839، جهتها الشمالية.
كان النظام المائي في البركة يعمل حتى قبل النكبة عام 1948، لكن وضع البركة تغير، وأصبحت تخلو من المياه، بل تحولت إلى مكب للنفايات، وهو ما جعل منها مكرهة صحية داخل بلدة القدس القديمة. تشرف على البركة الآن جامعة القدس، بالاتفاق مع الأوقاف الإسلامية والكنيسة القبطية، وتسعى الجامعة إلى تأهيلها لفائدة المجتمع المحلي. وقد تم ترميمها وتنظيفها مؤخرا.
أبعاد البركة حوالي 73 مترا ب44 مترا ولها جدران هدمت وتم إعادة بنائها في فترات مختلفة، وأثر الجدران الباقي في القسم الغربي والجنوبي لا يتجاوز الأربع أمتار. ويجمع البحاثة أن البركة تزود بالمياه من خلال قناة مصدرها بركة مأمن الله.